# Гізівщинська сільська рада
| Гізівщинська сільська рада (деколи — Гізовщинська сільська рада) — колишня адміністративно-територіальна одиниця та орган місцевого самоврядування у Полонському, Дзержинському і Любарському районах Шепетівської, Житомирської і Бердичівської округ Вінницької й Житомирської областей Української РСР та України з адміністративним центром у с. Гізівщина. Сільській раді були підпорядковані населені пункти: - с. Гізівщина - с. Демківці - с. Житинці - с. Квітневе - с. Озерне |

## Населення
Кількість населення ради, станом на 1923 рік, становила 2 110 осіб, кількість дворів — 384.
Відповідно до перепису населення СРСР, станом на 17 грудня 1926 року, чисельність населення ради становила 2 344 особи, з них, за статтю: чоловіків — 1 125, жінок — 1 219; етнічний склад: українців — 2 172, євреїв — 5, поляків — 167. Кількість господарств — 522, з них, несільського типу — 3.
Відповідно до результатів перепису населення СРСР, кількість населення ради, станом на 12 січня 1989 року, становила 1 012 осіб.
Станом на 5 грудня 2001 року, відповідно до перепису населення України, кількість мешканців сільської ради становила 904 особи.

## Склад ради
Рада складалась з 12 депутатів та голови.

## Керівний склад сільської ради
| ПІБ                          | Основні відомості                                                                                     | Дата обрання | Дата звільнення |
| ---------------------------- | --- | ------------ | --------------- |
| Франков Анатолій Євгенійович | Сільський голова, 1968 року народження, освіта, член Соціал-демократичної партії України (об'єднаної) | 26.03.2006   | 31.10.2010      |
| Франков Анатолій Євгенійович | Сільський голова, 1968 року народження, освіта вища, безпартійний                                     | 31.10.2010   |                 |

Примітка: таблиця складена за даними джерела

## Історія
Створена 1923 року, в складі сіл Гізівщина, Демківці, Житинці та поселення Гізівщинський фільварок (згодом — Виселок, Ленінський, Ленінське, Квітневе) Деревицької волості Новоград-Волинського повіту Волинської губернії. Станом на 17 грудня 1926 року на обліку в раді числяться хутори Кулів Берег, Слюсарка, Тимошово.
4 вересня 1928 року села Демківці та Житинці відійшли до складу новостворених Демковецької та Житинецької сільських рад Любарського району. Станом на 1 жовтня 1941 року хутори Кулів Берег, Слюсарка й Тимошово не перебувають на обліку населених пунктів; х. Виселок перебуває на обліку Демковецької сільської ради.
Станом на 1 вересня 1946 року сільська рада входила до складу Любарського району Житомирської області, на обліку в раді перебувало с. Гізівщина.
11 серпня 1954 року, внаслідок виконання указу Президії Верховної ради УРСР «Про укрупнення сільських рад по Житомирській області», до складу ради включені села Демківці, Житинці та х. Ленінське ліквідованих Демковецької та Житинецької сільських рад Любарського району. 2 вересня 1954 року, відповідно до рішення Житомирського облвиконкому № 1087 «Про перечислення населених пунктів в межах районів Житомирської області», до складу ради включено х. Бите Озеро (згодом — с. Озерне) Глезненської сільської ради Любарського району.
Станом на 1 січня 1972 року сільська рада входила до складу Любарського району Житомирської області, на обліку в раді перебували села Гізівщина, Демківці, Житинці, Ленінське та Озерне.
Виключена з облікових даних 20 листопада 2017 року через об'єднання до складу Любарської селищної територіальної громади Любарського району Житомирської області.
Входила до складу Полонського (7.03.1923 р.), Любарського (21.08.1924 р., 4.01.1965 р.) та Дзержинського (30.12.1962 р.) районів.